# Třebětín
Třebětín (německy Trebietin) je obec v okrese Kutná Hora ve Středočeském kraji. Žije zde 114 obyvatel. Ve vzdálenosti čtrnáct kilometrů leží jižně město Světlá nad Sázavou, sedmnáct kilometrů severovýchodně město Čáslav, dvacet kilometrů severně město Kutná Hora a 27 kilometrů jižně město Humpolec. V obci pramení Olešenský potok, který je pravostranným přítokem řeky Sázavy.

## Historie
První písemná zmínka o obci pochází z roku 1352.
V obci Třebětín (přísl. Tasice, 346 obyvatel) byly v roce 1932 evidovány tyto živnosti a obchody: 3 hostince, kovář, sklárna, 4 obchody se smíšeným zbožím, trafika

## Obyvatelstvo
| Rok            | 1869 | 1880 | 1890 | 1900 | 1910 | 1921 | 1930 | 1950 | 1961 | 1970 | 1980 | 1991 | 2001 | 2011 | 2021 |
| -------------- | ---- | ---- | ---- | ---- | ---- | ---- | ---- | ---- | ---- | ---- | ---- | ---- | ---- | ---- | ---- |
| Počet obyvatel | 643  | 592  | 538  | 450  | 457  | 457  | 423  | 295  | 265  | 231  | 198  | 154  | 131  | 108  | 121  |
| Počet domů     | 78   | 80   | 80   | 80   | 80   | 81   | 82   | 80   | 75   | 71   | 64   | 57   | 82   | 82   | 80   |

## Obecní správa

### Územněsprávní začlenění
Dějiny územněsprávního začleňování zahrnují období od roku 1850 do současnosti. V chronologickém přehledu je uvedena územně administrativní příslušnost obce (části obce) v roce, kdy ke změně došlo:
- 1850 země česká, kraj Pardubice, politický okres Ledeč, soudní okres Dolní Kralovice[7]
- 1855 země česká, kraj Čáslav, soudní okres Dolní Kralovice
- 1868 země česká, politický okres Ledeč, soudní okres Dolní Kralovice
- 1939 země česká, Oberlandrat Německý Brod, politický okres Ledeč nad Sázavou, soudní okres Dolní Kralovice[8]
- 1942 země česká, Oberlandrat České Budějovice, politický okres Ledeč nad Sázavou, soudní okres Dolní Kralovice[9]
- 1945 země česká, správní okres Ledeč nad Sázavou, soudní okres Dolní Kralovice[10]
- 1949 Jihlavský kraj, okres Ledeč nad Sázavou[11]
- 1960 Středočeský kraj, okres Kutná Hora
- k 1. lednu 1980 Středočeský kraj, okres Kutná Hora, obec Červené Janovice[12]
- k 24. listopadu 1990 Středočeský kraj, okres Kutná Hora[12]
- 2003 Středočeský kraj, obec s rozšířenou působností Kutná Hora

### Části obce
- Hostkovice
- Třebětín
- Víckovice

V letech 1850–1949 k obci patřily i Tasice.

## Doprava
Dopravní síť
- Pozemní komunikace – Obcí prochází silnice II/339 Čáslav – Červené Janovice – Třebětín – Ledeč nad Sázavou. Okrajem katastrálního území obce vede silnice II/338 Čáslav – Zbýšov – Třebětín – Vrbka.

- Železnice – Železniční trať ani stanice na území obce nejsou.

Veřejná doprava 2011
- Autobusová doprava – Obcí vedly autobusové linky Kutná Hora-Třebětín (v pracovních dnech 4 spoje), Ledeč n.Sázavou-Kozlov-Dobrovítov-Zbýšov-Čáslav (v pracovních dnech 4 spoje) a Ledeč n.Sázavou-Chřenovice-Bohdaneč-Zbraslavice (v pracovních dnech 6 spojů) (dopravce Veolia Transport Východní Čechy, a. s.). O víkendu byla obec bez dopravní obsluhy.

## Pamětihodnosti
- Kostel Navštívení Panny Marie
- Venkovská usedlost čp. 7